# Simulium qini
Simulium qini es una especie de insecto del género Simulium, familia Simuliidae, orden Diptera.
Fue descrita científicamente por Cao, Wang & Chen, 1993.